# Henri Salembier
Henri Salembier (* um 1753 in Paris; † 1820) war ein französischer Maler, Zeichner und Ornamentstecher. Er gilt als einer der stilistischen Wegbereiter und Repräsentanten des Louis-seize.
Von etwa 1770 bis 1820 war er in Paris als Entwerfer von Zierornamenten (z. B. Kartuschen, Arabesken und Voluten) aktiv. Seine unter dem Titel Cahier d’Arabesques in etwa 30 Folgen um 1780 erschienenen Stiche gehörten in der zweiten Phase des Louis-seize zu den am häufigsten verwendeten Vorlagenwerken.